# Saraorci
Saraorci (izvirno srbsko Сараорци) je naselje v Srbiji, ki upravno spada pod Mesto Smederevo; slednja pa je del Podonavskega upravnega okraja.

## Demografija
V naselju živi 1869 polnoletnih prebivalcev, pri čemer je njihova povprečna starost 38,6 let (37,3 pri moških in 40,0 pri ženskah). Naselje ima 682 gospodinjstev, pri čemer je povprečno število članov na gospodinjstvo 3,54.
|  |

| Demografija | Demografija     | Demografija     |
| Leto        | Št. prebivalcev | Št. prebivalcev |
| ----------- | --------------- | --------------- |
|             |                 |                 |
|             |                 |                 |
|             |                 |                 |
|             |                 |                 |
| 1948        | 2642            |                 |
| 1953        | 2722            |                 |
| 1961        | 2851            |                 |
| 1971        | 2787            |                 |
| 1981        | 2864            |                 |
| 1991        | 2688            | 2491            |
| 2002        | 2713            | 2413            |
|             |                 |                 |

To naselje je glede na rezultate popisa iz leta 2002 večinoma srbsko, v času zadnjih treh popisov pa je opazno zmanjšanje števila prebivalcev.
| Etnična sestava po popisu iz leta 2002 | Etnična sestava po popisu iz leta 2002 | Etnična sestava po popisu iz leta 2002 | Etnična sestava po popisu iz leta 2002 | Etnična sestava po popisu iz leta 2002 |
| -------------------------------------- | -------------------------------------- | -------------------------------------- | -------------------------------------- | -------------------------------------- |
| Srbi                                   | Srbi                                   |                                        | 2.279                                  | 94,44%                                 |
| Romi                                   | Romi                                   |                                        | 94                                     | 3,89%                                  |
| Mađari                                 | Mađari                                 |                                        | 4                                      | 0,16%                                  |
| Crnogorci                              | Crnogorci                              |                                        | 2                                      | 0,08%                                  |
| Hrvati                                 | Hrvati                                 |                                        | 2                                      | 0,08%                                  |
| Slovenci                               | Slovenci                               |                                        | 1                                      | 0,04%                                  |
| Rumuni                                 | Rumuni                                 |                                        | 1                                      | 0,04%                                  |
| Nemci                                  | Nemci                                  |                                        | 1                                      | 0,04%                                  |
| nepoznato                              | nepoznato                              |                                        | 20                                     | 0,82%                                  |

## Znani vaščani
- Zoran Janković, župan Ljubljane[4]